# Asaf Amdursky

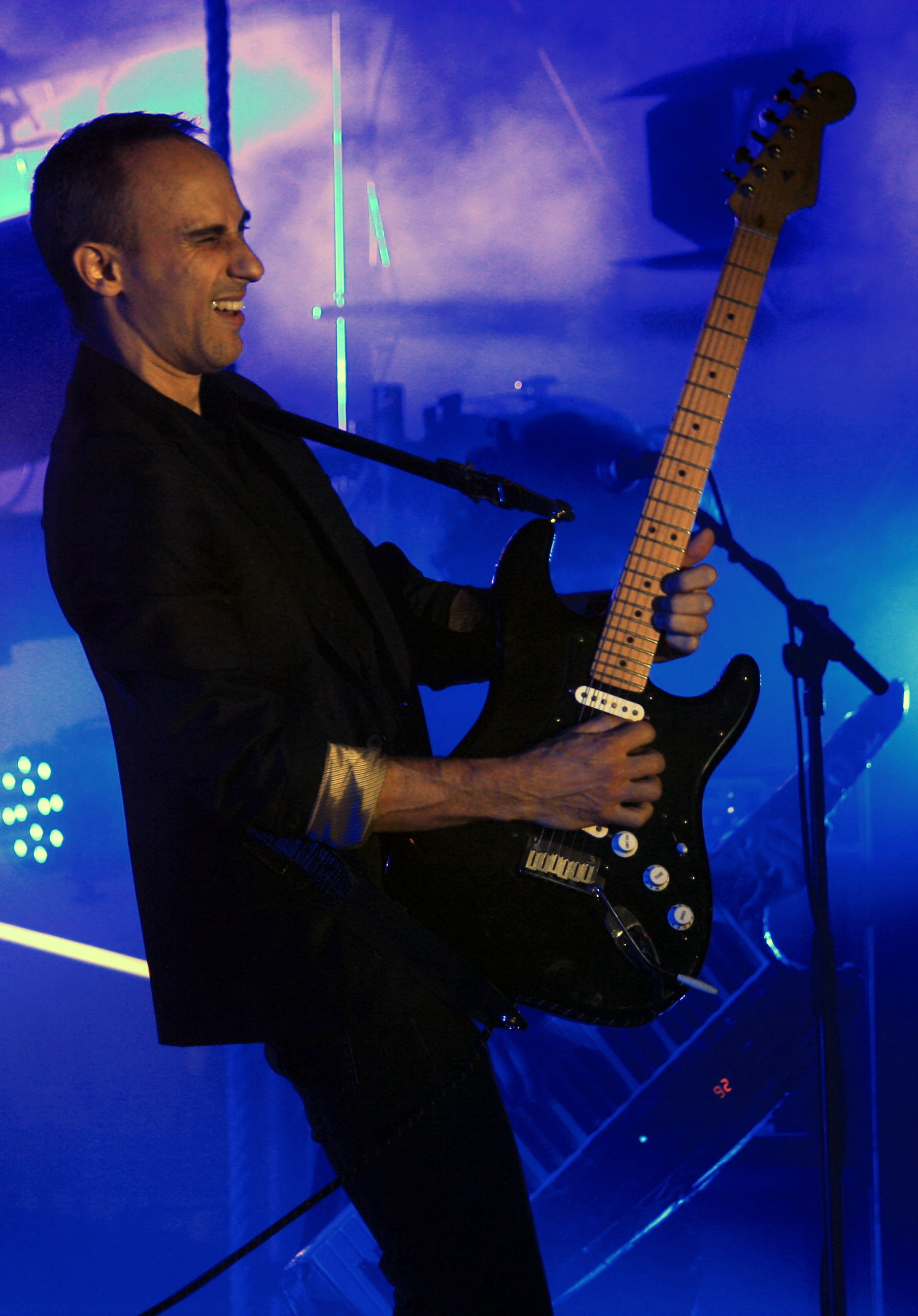
Amdursky en 2013.

Asaf Amdursky (n. 1971, Tel Aviv) es un músico israelí de rock, el hijo del cantante Beni Amdursky y es casado con la bailarina y cantante Mijal Amdursky.

## Biografía
Amdursky, nacido en Tel Aviv, comenzó su carrera en la música en los años 1980s tardes en el grupo Ta'aruvat Ascot (Mezcla Ascot) con que tocó la guitarra, con los otros miembros el bajista Amir Rosiano y el batería Yeremi Kaplan. El grupo sacó en 1991 su primer álbum de sí mismo nombre y ganó a críticas positivas y ventas mediocras. En el álbum cada músico lo dio parte en el escrito de las cantas y líricas, pues Asaf Amdursky es conocido como el poder clave de la creación, en parte del hecho que fue el solista en la canción famosa, haJeder haIntimi Cheli (Mi Cuarto Privado). Demás que sacaron ellos único álbum, el grupo se disolvió y cada miembro empezó carrera solista de éxito, aunque diferentes en estilo.
En 1994 Amdursky sacó su primera grabación de solo, la que se llamó un su nombre. El álbum fue de sonido rock con toques de jazz y música electrónica. En las líricas, música, e escrito del álbum participaron los músicos israelíes jóvenes y destacados Karni Postel, Zohar Fresco, Amir Zuref, Vered Klefter, Amir Rosiano, los miembros del grupo Ra'ach Jaim Leroz, Ra Mojíaj, y Yoni Chuali y el actor Chuli Rand. Amdursky sí mismo tocó numerosos instrumentos incluyendo la guitarra, teclados, armónica, tambores, trompeta, y címbalos. Las canciones más únicas en el álbum fueron Yekirati (Mi querida), Ahava Jadacha (Nuevo Amor), y Jerech Bibba. 
En 1995 Amdursky fue un músico de invitado en el álbum debú del dúo Bikini, Jaim Leroz y Karni Postel, y dio sonidos, teclado, y trompeta a la canción Yareaj Zorem (Luna Fluyendo). En aquel año grabó ello su segundo álbum, lo que se caracterizó de sonido fino y tranquilo y que recibió críticas y ventas buenas. Canciones destacadas fueron Chamayim Kjulim (Cielo Azul), Maayan (Fuente), y Hu Heemin La (Él creyó en ella).

### Motores Suaves
El tercer álbum, Manoim Ch'ketim (Motores Suaves), se sacó en 1999. Lo fue más electrónico que los previos, pues tanto recibió críticas favorables, e éxito comerciales. Los textos profundos e excelentes, y el cruzado de ellos con música grabable y confortable lo hicieron el álbum a uno de ellos que simbolizaron lo que pasó a la cultura israelí en la paisaje al nuevo milenio. Canciones destacados fueron 15 Dakot (15 minutos), Roj veKoshi (Ternura y Dureza), BeMaarvolet (En Un Dilema), y Jalom Keheh (Sueño Oscuro), la que incluyó grabación de la voz de Inbal Perlmuter. En el álbum amenecieron como invitados Yajeli Sobol, Eviatar Banai, Efrat ben Zur, y el trompetista Avishai Cohen.
Amdursky produjo y dirigió en 2003 el álbum que le volvió el artista Arik Sinai al tablado. Nojav ad cheNamut (Nos Amaramos Hasta que Moriramos) contuvo dos canciones con melodías desde él. Dado eso, él tocó los teclados, acordeón, bajo, tamborina, y guitarras, e hizo las mezclas. En aquel año él sacó sus versiones de canciones de Shlomo Artzi en una colección doble Mis Canciones de Amor, que incluyó producciones originales de ello como Af Pa'am lo Ted'i (Nunca te Sabrás), Yareaj (Luna), Chinaim (Dientes), "At Einej Yoda'at (Tu No Sabes), Pa'am Tori Pa'am Torej (Vez Mi Vuelta, Vez Tuyo), y Gever Holej leIbud (Hombre se Pierde). 
En 2004 obró y produjo múzicamente el éxito Chuv haGechem (Otra Vez Lluvia) del dúo Sharona y Daniela Pik. En la canción tocó Amdursky tanto en la guitarr, el bajo, e en tambores, de lado de Sharona Pik que tocó en el teclado y tan lo produjo múzicalmente con líricas de su mamá la corista Mirit Shem Or. En aquello año hizo Amdursky si propio álbum doble, que sacó demás año. Por promocianarlo hizo una concierta gigante con muchos invitados que ocurrió en el auditorio Hanger 11 en el puerto de Tel Aviv. La concierta, llamada "Downtown Tel Aviv" incluyó la dirección a la que movió Amdursky antes su nuevo álbum Kadima Ajora (Delante Afuera): Cubiertas de canciones israelíes de los años 1980s. An aquella concierta unieron con él siete músicos y dos cantantes en más que 30 canciones. Entre los invitados les encuentro Shlomo Artzi, Aviv Geffen, Bari Sajarof, Sharona y Daniela Pik, Mijal Amdursky, Yoni Chuali, Pushtak, y Yeremi Kaplan.
Kadima Ajora se sacó en 2005, un álbum doble que produjo con el cantante de rap Pushtak, en lo que se dio examinaciones nuevas a canciones israelíes que él se gustó de los años 1980s. Lo tuvo dos partes: El primer incluyó diez canciones incluyendo Itzik (desde Irit Linor e interpretado por el grupo Poplex), Yom Ejad (Un Día; por Y. Gevirtz/Kobi Oshrat), Chuvi Chuvi (Vuelve Vuelve) (J. Ben Ze'ev/Sh. Levi), Al Ta'azvi et Tel Avi (No dejes Tel Aviv; Miki Shaviv), Ani Chojev al haGav (Yo Reclino a Espalda; Ya'akov Rotbliet/Ariel Zilber). La segunda parte fue versiones instrumentales de mejor de las canciones de la primera parte. En el álbum fueron invatado los mejores de músicos israelíes del tiempo: Tom Mojíaj, Avishai Cohen, Sharon Roter, y la esposa de Amdursky, Mijal que cantó con ello el dúo Etmol (Ayer; T. Gartner).
En el fin de los años 1990s grabaron el grupo Kerah Tesha canción que se llamó por Amdursky, lo que cantó sí mismo la canción en muchas des sus conciertas.